# Piotr Niemczycki
Piotr Paweł Niemczycki (ur. 19 listopada 1959) – polski menedżer, w latach 2008–2013 prezes zarządu spółki akcyjnej Agora, działacz opozycji w okresie PRL.

## Życiorys
Absolwent Wydziału Filozofii Akademii Teologii Katolickiej w Warszawie. Na początku lat 80. działał w Niezależnym Zrzeszeniu Studentów. Po wprowadzeniu stanu wojennego został na krótki czas tymczasowo aresztowany. W 1983 zaangażował się w organizację sieci druku i kolportażu podziemnego „Tygodnika Mazowsze”, pion wydawniczy tego pisma rozwijał wspólnie z Tadeuszem Winkowskim, sam działał pod pseudonimem Czarny
W 1989 znalazł się wśród założycieli „Gazety Wyborczej”. W początkach jej istnienia pełnił funkcję szefa administracyjnego, później został wiceprezesem zarządu Agory S.A., nadzorował piony wydawnictwa, druku i technologii. 13 listopada 2008 stanął na czele zarządu tej spółki. Został także członkiem zarządu International Press Institute oraz Izby Wydawców Prasy. Kilkakrotnie był notowany na liście najbogatszych Polaków zestawianej przez tygodnik „Wprost” (w tym w 2002 na 77. miejscu). W lutym 2013 zrezygnował z funkcji prezesa zarządu Agory.
Członek Europejskiej Konfraterni Kawalerów Gutenberga. W 2011 został odznaczony Krzyżem Oficerskim Orderu Odrodzenia Polski. Otrzymał także odznaką „Zasłużony Działacz Kultury”.